# Aphanistes orchardae
Aphanistes orchardae là một loài tò vò trong họ Ichneumonidae.